# 瓢蟲少女

《瓢蟲少女》（法語：Miraculous, les aventures de Ladybug et Chat Noir，或簡稱：。）
该系列由法國Zagtoon、Method Animation、義大利De Agostini Editore、日本东映动画及韓國SAMG Animation共同製作，講述了来自法國的一群小孩，變身成為瓢蟲和黑貓後，一起對抗神秘反派的故事。
該系列於在法國的TF1頻道首播，已播至第二十一季2025 年本作獲得的最佳動畫節目獎。

## 概要
《瓢蟲少女》是一部深受全球青少年喜愛的動畫作品，其創作背景與靈感來源極為有趣，融合了多種文化元素與創作影響，並成功打造出一個具有獨特魅力的超級英雄故事。
創作背景與靈感來源
這部動畫的主創人員是法國動畫師 Thomas Astruc，他的構思源於一次偶然的相遇。有一天，他在辦公室中遇到了一位穿著帶有瓢蟲圖案T恤的女孩，這個設計讓他感到十分特別。隨後，他開始思考，如果有一位女孩成為一個以瓢蟲為主題的超級英雄，會是怎樣的情境？這個靈感便成為了《瓢蟲少女》的初步構想。
此外，Astruc 也深受日本動畫的影響，尤其是像《美少女戰士》和《EVA》這類風格鮮明又充滿情感張力的作品。他希望創作一部具有日式動畫美感和情節的歐洲動畫，並將其背景設置在巴黎。這種設定不僅賦予了故事濃厚的浪漫氛圍，也讓人物和情節在現代都市的背景中更加鮮活。
文化與角色設計
故事的背景選擇巴黎，這座城市象徵著浪漫與藝術，與主角瑪莉娜·杜潘-成（Marinette Dupain-Cheng）的形象相得益彰。瑪莉娜作為一個普通高中生，擁有超凡的秘密身份，她的故事與傳統的“灰姑娘”故事類似——從一個平凡少女蛻變成一位強大的超級英雄。這種角色的設計不僅展示了現代女性的獨立與堅強，也讓觀眾對她的成長過程充滿期待。
關於魔法飾物「奇幻能量（Miraculous）」的設定，則是靈感來自各國神話與傳說。例如，瓢蟲常常象徵著幸運，而黑貓則代表神秘與力量，這些元素在故事中形成了強烈的象徵意義。更重要的是，這些魔法飾物賦予了主角變身為超級英雄的能力，也為故事增添了更多奇幻色彩。
日歐文化的融合
在創作過程中，Astruc 將歐洲的童話與法式浪漫元素與日本動畫的風格相結合，使得《瓢蟲少女》在全球範圍內脫穎而出。這種東西方文化的融合，既呈現出西方故事的深度與情感，又擁有東方動畫的視覺魅力，使得這部作品獨具特色，並吸引了大量不同文化背景的觀眾。
總的來說，《瓢蟲少女》的成功不僅來自其精彩的劇情和角色設計，也源於它在文化上的多元融合。這部動畫在全球範圍內的火爆，不僅反映了其具吸引力的創意，也證明了文化間的交流與影響能夠創造出超越地域界限的作品。

## 故事大綱
在巴黎，普通女高中生瑪莉娜 （Marinette）和模特男生艾俊（Adrien）秘密擁有能變身成超級英雄的魔法飾物——「奇幻能量（Miraculous）」。瑪莉娜變身為「瓢蟲少女（Ladybug）」，艾俊則成為「黑貓（Cat Noir）」。 他們一起對抗神秘反派「鷹蛾（Hawk Moth）」，他能利用人們的負面情緒，創造出被黑暗能量操控的反派（稱為「被邪化者」）。 除了打擊犯罪，他們還要隱藏彼此的真實身份。瑪莉娜暗戀艾俊，但不知道他就是黑貓；艾俊喜歡瓢蟲少女，卻不知道她就是瑪莉娜——形成了一個錯位又浪漫的愛情圈。

## 登場角色

### 主要角色
瑪麗娜·杜潘-程（法語：瑪麗娜·杜潘-程）／瓢蟲少女（又譯為瓢蟲雷迪）
配音：奈波果林（日本）／穆宣名（台灣）／鄭家蕙（香港）
本作女主角，也是本作的第一主人公。
中法義混血，母親為夏冰、父親為湯姆。姓氏結合了父母雙方的姓。
女性。設定為黑髮藍瞳，但在劇中的髮色通常以深藍色表現。平時會把頭髮綁成雙低馬尾，據官方表示瑪麗娜就連在睡覺時都會綁著頭髮。心地善良且樂於助人的少女，但有時會因為接受太多委託而弄的自己分身乏術。原先是個衰運連連的人，常常會因為各種意外或影響而跌倒、出糗，且因為從小就和蔲伊同班而一直被她針對，一直到認識阿雅、並成為「瓢蟲少女」後才漸漸建立了對自己的信心。
就讀弗朗索瓦杜邦中學並且是卡琳班上的學生。相當迷戀阿德里安，甚至在自己房間的牆上、電腦上都有他的照片，但並不知道黑貓諾兒就是阿德里安本人。原先對他並沒有好的第一印象，甚至認為他是在幫蔲伊對自己惡作劇，但在阿德里安主動和她對話並解開誤會後而喜歡上他。
擅長設計、繪畫和烘焙，除了曾經設計出一頂受蓋布里埃青睞的圓頂帽之外也曾受到Jagged Stone親自點名希望瑪麗娜能替他設計新的專輯封面。
經過一二季後跟阿德里安的互動逐漸變得較自在跟順暢，在第三季第七集中，與異能者對打，被攻擊後失去記憶，和同樣失去記憶的黑貓諾兒發現對方的真實身分，兩人在失憶並不知道自己是超級英雄的情況下合作無間，最後兩人在還沒使出Miraculous Ladybug之前接吻並依靠彼此。
在第三季第二十三集，瑪麗娜給阿德里安的第五個命名日準備禮物，並變身為瓢蟲進入阿德里安的房間，將禮物放在床上後並署名，在其他時間軸的未來世界中，一旁目睹的阿德里安得知她就是瓢蟲，而與瑪麗娜相愛交往，但最後卻也因為阿德里安爸爸的要求而分手，為了不讓瑪麗娜被黑化蝶入侵，阿德里安選擇毫無遮掩變成黑貓諾兒。
在第三季第二十六集成為奇幻盒子新的守護者並接替福師傅，也是在這一集開始與盧卡交往，但在第四季第一集分手
在第一季第十五集（時間線則是學期開始的時候）由傅大師那得到變身飾物「瓢蟲耳環」，並藉由精靈蒂琪（Tikki）的力量變身為超級英雄「瓢蟲雷迪，又稱瓢蟲少女（Ladybug）」，武器是溜溜球。與黑貓諾兒一同拯救被黑化的無辜市民。在第二季第十五集（英文版為第十四集）從傅大師那得到了精靈用的變身藥劑成功變成了「人魚形態（Aqua powers）」，衣服上多了魚鱗花紋，手臂跟腳掌變成了能助於游泳的蹼並能在水底呼吸及說話。之後瑪莉娜使用藥劑製成蒂琪專用的變身馬卡龍。
Lady Bug，單詞本身就是「瓢蟲」的意思，為Ladybug和Lady+Bug的雙關語。根據設定變身爲瓢蟲之後頭髮顔色稍有變深，但沒有黑猫的髮型變化那麽明顯。使用了特殊能力後有時間限制，耳環上的瓢蟲斑點會隨時間逐點消失，消失的斑點代表精靈所消耗的能量和變身能維持多久的剩餘時間，當使用特殊能力時能量會消耗得更快。
變身飾物是黑色耳環(變身前)，紅黑色飄蟲紋耳環(變身後)
特殊能力
召喚幸運力量（法語：Lucky-charm）
用溜溜球召喚出日常物品，而且變出物品後，瓢蟲少女眼中便會得到與該日常物品有關的提示，當加以利用便可以擊敗被黑化的人。字面有幸運符之意。
瓢蟲少女，播撒奇幻能量！（法語：Miraculous Ladybug!）
當任務完成時瓢蟲少女會將Lucky Charm拋向空中，之後會變成一堆紅色的瓢蟲，將所有被破壞或是處於異常的東西及人恢復原狀。
阿德里安・奧戈斯特（法語：Adrien Agreste）／黑貓諾兒
配音：逢坂良太（日本）／賈文安（台灣）／黃尉斯（香港）
本作男主角。
父親為蓋布里埃、母親為愛蜜麗。除此之外也和父親的秘書兼阿德里安的私人家教——娜塔莉朝夕相處。
男性。有著一頭亮眼的金色短髮和綠色的瞳孔，外型英俊且很受異性歡迎。除了出身豪門之外，他本身也是一名頗具名氣的少年模特兒，但因為鮮少與外人接觸而有些不懂人情世故。雖然常常被周遭同儕視為一個完美無瑕的人，但內心卻十分渴望過著跟正常人一樣的生活並交上除了蔲伊之外的朋友。討厭起司，很不明白為何普萊格能把它當成主食。
原先被父親強制留在家中並指接受娜塔莉的指導，但在他極力請求並加上娜塔莉的幫助，最後得以入學弗朗索瓦杜邦中學，並且是卡琳班上的學生。在入學第一天就因為本身的人氣和蔲伊的關係而受盡矚目，後來則是與同桌的尼諾交好，並且成為摯友。學校劍擊隊的成員，實力水平也很受隊員與教練認可。在開學第一天幫助了假裝跌倒在地的傅大師而受到他的親睞，並也因此獲得了黑貓戒指。第一次變身時便與瓢蟲少女合作以保護巴黎，並且與對本身缺乏自信的瓢蟲少女不同，阿德里安相當享受變身為黑貓諾兒的時間，也時常顯露出調皮的一面。在第一次與瓢蟲少女的合作後就被她的智慧與勇氣吸引，後來也相當積極地追求她，甚至時不時在任務中會穿插幾句情話，但卻不知道瓢蟲少女的真實身份就是同班的瑪麗娜。是蔲伊的兒時玩伴，在學校時雖然或多或少會遷就蔲伊，但隨時間推移也慢慢會反抗她，甚至制止她的惡劣行徑。
在第一季第二十五集（時間線則是學期開始的時候）由傅大師那得到變身飾物「黑貓指環」，並藉由精靈普萊格（Plagg）的力量變身為超級英雄「黑貓諾爾（Chat Noir）」，武器是能伸縮和分開的金屬棍子。平時表現穩重，變身後性格變得非常有自信和勇敢，而且有些許輕浮。在第二季第十五集（英文版為第十四集）從傅大師那得到了精靈用的變身藥劑成功變成了「人魚形態（Aqua powers）」，衣服變成了黑色潛水衣，手臂、腳掌跟尾部皮帶變成了助於游泳的蹼與尾鰭並能在水底呼吸及說話。之後傅大師使用藥劑製成普萊格專用的變身芝士。
Cat/Chat分別為英語和法語中的“貓”，Noir為法語中“黑色”的意思。變身爲黑猫之後，耳朵和尾巴可以反映他情緒的高低，髮型會改變，不會露出原來的人類耳朵，性格自由奔放到了過頭的地步。變身後有時間限制，戒指上瑩光綠貓掌印圖案會隨時間慢慢消失，而消失的貓掌印代表精靈所消耗的能量和變身能維持多久的剩餘時間，當使用特殊能力時能量會消耗得更快。
變身飾物是銀白色戒指(變身前)，黑綠色貓手掌形戒指(變身後)
特殊能力
貓爪行天下（法語：Cataclysme）
黑貓諾爾能用手爪攻擊，抓中的物品會變成咖啡色鐵鏽狀，之後可以輕易摧毀。字面有厄運及災難之意。

### 正派角色

#### 弗朗索瓦杜邦中學
尼諾・立翡伊（法語：Nino Lahiffe）／甲殼
配音：宮本誉之（日本）／陳彥鈞（台灣）／郭建賢（香港）
艾俊的摯友。
男性。有著黑色的短髮和深色皮膚，不論何時都會帶著一頂紅色的鴨舌帽和耳機。說話生動有趣，老是表現出滿滿的活力，但也會展露出認真的一面。在艾俊第一天上學就因蔲伊的惡作劇而被瑪麗娜討厭時，主動上前去找艾俊搭話並安慰他，後來兩人也成為摯友，也時常給予他跟同學相處的建議。專長是饒舌和打碟，同時也是一位DJ，曾上節目表演過。
就讀弗朗索瓦杜邦中學並且是卡琳班上的學生。原先暗戀瑪麗娜，但在動物園事件過後則和阿雅越走越近，並因為兩人相當投緣而開始交往。
在第一季第二集時因爲艾俊和他父親之間的問題而被鷹蛾操控，變成名為「泡泡人(Bubbler)」的黑化者，能力是從背後的大型泡泡棒弄出可以把人困住的大型泡泡。在第二季第十八集（英文版為第十七集）為了拯救被黑化了的諾拉抓走的阿雅，受瓢蟲少女邀請成為超級英雄，以精靈衛茲（Wayzz）變身成「甲殼（Carapace）」，武器是龜殼形狀的盾牌。
變身飾物是淺綠色六邊形手繩(變身前)，黑綠色六邊形手繩(變身後)
特殊能力
身殼
使用盾牌變成一個非常堅硬的球體防護盾，什至能加以利用來切割東西。
阿雅・塞澤爾（法語：Alya Césaire）／幻橙小狐
配音：川上彩（日本）／曾允凡（台灣）／王慧珠（香港）
瑪麗娜的摯友。父親為奧提斯、母親為馬琳娜，家中排行第二，有一個名為諾拉的姊姊和一對叫艾菈、艾泰的雙胞胎妹妹。
女性。有著一頭深褐色的長髮並戴著黑框眼鏡。在開學第一天時因為看不下去蔲伊對瑪麗娜的針對而出面阻止，並主動邀請瑪麗娜坐到自己的位置旁邊，後來因為幫助瑪麗娜對抗蔲伊而成為好友。非常憧憬超級英雄，且因為瓢蟲少女救了差點被「石之心」攻擊的自己後相當鍾情於她，甚至為了她架設一個名為「Ladyblog」的部落格，時常更新關於瓢蟲少女的動態。很擅長照顧小孩子，也數度幫助瑪麗娜照顧瑪農。
就讀弗朗索瓦杜邦中學並且是卡琳班上的學生。知道瑪麗娜暗戀艾俊的事並極力搓合他們兩人，也時常給予瑪麗娜在感情上的意見。在動物園事件後和尼諾越走越近，並因為兩人相當投緣而開始交往。
在第一季第四集時被鷹蛾操控，變成名為「懷飛小姐（Lady Wi-Fi）”的黑化者，能力是以手機投出粉色的圖示作出不同的效果（暫停圖示為定身、攝錄機圖示為錄製影片或發送實時影像等）。在第二季第十一集（英文版為第十集）受瓢蟲少女邀請成為超級英雄，以精靈楚斯（Trixx）變身成「幻橙小狐（Rena Rouge）」，武器是笛子。
在第四季第三集最後得知瑪莉娜是飄蟲少女的真相，並在第四季第四集協助瑪莉娜研究不再讓黑化過的人再次黑化的辦法
於第四季第十三集最後獲得永久性狐狸的奇幻能量 能在瑪莉娜有困難時協助他。
變身飾物是橙色白色相隔的狐尾項鍊
特殊能力
海市蜃樓（法語：Mirage）
幻橙小狐吹奏笛子後，從笛子發射光球變出幻像，因為是幻象所以沒有實體，受到觸碰後或過一段時間後就會消失。
蔲伊・布儒瓦（法語：Chloé Bourgeois）／女王蜂
配音：櫻庭有紗（日本）／陳貞伃（台灣）／廖欣怡（香港）
女性。父親為安德烈。
外觀是一名金髮碧眼的少女，因為家中有權有勢的關係而相當高傲且目中無人，在各種場合都毫不遮掩自己那自我中心的態度。經常在班上挑起事端，最後再透過自己身為巴黎市長的女兒的關係而讓自己遠離風波。
就讀弗朗索瓦杜邦中學並且是卡琳班上的學生。常用錢或禮物來賄賂別人，導致人氣好壞參半。是艾俊的兒時玩伴，在學校時也時常黏著他，還會用「小艾俊」等暱稱稱呼他。主張包含艾俊在內的全巴黎市民都很愛慕她。除了跟班的薩布麗娜和暗戀蔲伊的金之外，很少有人會主動走在她的身邊。相當看不起瑪麗娜，並時常透過低劣的惡作劇惡整對方，但有時候也會被瑪麗娜反擊回去。
因為曾經被瓢蟲少女所救而崇拜著對方，家中還有一套瓢蟲少女的全套服裝。因為常常被捲入事件中而和瓢蟲少女數度碰面，也藉著那幾次機會強行和她合照，但也一度因瓢蟲少女不信任她而開始贈恨對方，甚至黑化成「叛逆少女（Antibug）」
在第二季第二十二集，在瓢蟲雷迪與時尚女王的戰鬥結束後，在巴黎鐵塔拾到瓢蟲少女原本想給阿雅的蜜蜂髮簪，並在第二十三集以精靈普倫（Pollen）變身成「女王蜂（Queen Bee）」，武器是陀螺。
特殊能力
毒針
將陀螺變成一個帶刺的拳套，擊中敵人後會將敵人定身。
佐伊·李（法語：Zoé Lee）／胡蜂（法語：Vesperia）
配音：中村慈（日本）
佐伊是蔲伊同母異父異的妹妹，曾經住在紐約市。她的夢想是成為一名演員。起初，佐伊假裝像她的母親和同母異父異的妹妹一樣刻薄和以自我為中心，以便被他們接受，但最終選擇做自己，生性善良，會更親近。她對布斯蒂爾小姐班上的其他學生來說是自己的，儘管她更多地是在門得列夫老師的班級裡。她後來承認對瑪麗娜有非互惠的浪漫感情，但同意放棄這些感情以支持她與艾俊的關係。
通過取代女王蜂成為蜜蜂超能力的新持有者，她可以變身為“Vesperia”，在意大利語中意為“小胡蜂”。她是瓢蟲最追捧的瓢蟲少女超能力團隊成員之一，與蔲伊不同，她對自己的身份保密。當艾俊暫時放棄成為黑貓諾兒時，佐伊成為了黑貓超能力的新臨時持有者，這使她能夠變身為金龜子（法語：Scarabella）和 “小黑貓諾亞”（法語：Blaqueminette）搭檔 。
性格消極。討厭蟑螂、懲罰、說教。
她黑化後的名字是“鞋子粉碎者”，能夠通過吸收她踩踏的人來增加她的體型。
納薩尼爾・克茨伯格（法語：Nathaniel Krutzberg）／
配音：高坂宙（日本）
男性。
留著一頭橘色的中長髮，個性靦腆溫厚的少年。熱愛畫畫，在課堂上也時常專注於自己的漫畫作品。
就讀弗朗索瓦杜邦中學並且是卡琳班上的學生。暗戀瑪麗特，偶爾會幻想自己能變成超級英雄並保護受到威脅的瑪麗娜。後來和艾麗絲關係變好。
在第一季第八集中因為受到蔲伊的嘲諷而被鷹蛾盯上，變成了名為「邪惡插畫師（Evillustrator）」的黑化者，能夠透過畫筆將自己畫出來的具現化。他也是少數在黑化後並沒有明確對瓢蟲少女和黑貓諾兒表露出敵意的人，而是將時常找瑪麗娜碴的蔲伊視為目標攻擊。
艾麗絲・庫德爾（法語：Alix Kubdel）／
配音：森下由樹子（日本）
女性。
留著一頭粉色的亂髮，個性活潑好動的少女。平時表現的像男孩子一般颯爽，也非常熱愛運動，尤其是直排輪。
就讀弗朗索瓦杜邦中學並且是卡琳班上的學生。曾和金進行競速的打賭，如果金贏了她就會把直排送給他，但若自己贏了金就不能繼續逼班上的同學進行無聊的賭注，
在第一季第四集中和金進行打賭，並將父親交給自己的懷錶託給阿雅。後來懷錶經過了阿雅、瑪麗娜和艾俊之手，最後又因為蔲伊的關係使得懷錶在艾麗絲經過之際摔到地上，並被艾麗絲直接輾過而嚴重受損。事後艾麗絲對四人動怒，同時也被鷹蛾盯上，變成了名為「時間破壞者（Timebreaker）」的黑化者，能夠透過吸取他人的能力進行時間跳躍，並打算透過這能力阻止懷錶被損壞的意外。
茱莉卡・庫菲（法語：Juleka Couffaine）／紫虎(法語：Tigresse Pourpre)
配音：本多真梨子（日本）／林沛笭（台灣）
女性。盧卡的雙胞胎妹妹、Jagged Stone的女兒。
留著黑色長髮、並將部分髮絲挑染成紫色的歌德風少女。表現的陰沈且話少，常常被其他人忽視，也很容易因為周遭環境而感到緊張不適，然而私底下是個溫和的人，也曾經吐槽金的行為非常愚蠢。和哥哥盧卡的感情非常好，除了和他談論自己的事之外，也和他在同一個樂團中。很喜歡和哥哥起外出的時間。
就讀弗朗索瓦杜邦中學並且是卡琳班上的學生。和同桌的蘿絲感情較好，時常聽蘿絲談論各種事情。
在第一季第二十三集中因為蔲伊的針對而被排除在班級合照中，後來因失落而被鷹蛾盯上，變成了名為「映像魔（Reflekta）」的黑化者，能夠將他人變成自己的模樣。
金 黎間／美猴王(法語：Roi Singe)
配音：駒田航（日本）
男性。似乎具有越南裔的血統。
有著黑色的短髮並將一小撮金髮往上梳理，身形高大且擅長運動，曾提出要以賽跑的方式和穿著直排輪的艾麗絲進行競速比賽。有時候會表現的有點高傲，但同時也具有一腸子通到底的爽朗性格。
就讀弗朗索瓦杜邦中學並且是卡琳班上的學生。暗戀蔲伊，且和馬克斯是好兄弟。
在第一季第十集中向蔲伊表白但卻被對方狠狠拒絕，甚至拍下金的狼狽照發給全班同學看以嘲諷他，後來被鷹蛾盯上，變成了名為「闇黑邱比特（Dark Cupid）」的黑化者，被他持有的箭射中的人都會開始憎恨自己喜歡的對象。
薩布麗娜・雷恩康培（法語：Sabrina Raincomprix）／獵犬小姐(法語：
配音：本多真梨子（日本）／林沛笭（台灣）
女性。
有著金色的短髮並時常帶著白色的髮箍。個性隨和，會跟著對自己好的人跑。
就讀弗朗索瓦杜邦中學並且是卡琳班上的學生。蔲伊的跟班，基本上蔲伊所有的作業、報告都是由薩布麗娜完成的。在蔲伊霸凌別人時也常常跟著她負荷，甚至執行蔲伊的命令擔任真正動手的那個人。
在第一季第二十五集中一度因為蔲伊的責罵而被鷹蛾盯上，變成了透明人對蔲伊進行報復。
蘿絲・拉維爾（法語：Rose Lavillant）／
配音：本多真梨子（日本）／馮嘉德（台灣）／張嘉敏（香港）
女性。
有著金色的短髮，長相甜美，喜歡粉色和可愛的東西，同時也相當愛慕個性和善的阿里王子。
就讀弗朗索瓦杜邦中學並且是卡琳班上的學生。和同桌的茱莉卡感情較好，因為茱莉卡話少的緣故，平常都是由蘿絲開啟話題或談論事情。
在第一季第十四集中因蔲伊破壞了自己寫給阿里王子的信而感到憤怒，後來被鷹蛾盯上，變成了名為「香水公主（Princess Fragrance）」的黑化者，能夠將聞到香水味到的人變成只聽從自己命令的奴隸。
米蘭・哈普雷爾（法語：Mylène Haprèle）／
配音：櫻庭有紗（日本）
女性。
將頭髮梳成雷鬼辮並染成各種顏色的少女。個性膽小，就連自己的影子都能嚇到她。
就讀弗朗索瓦杜邦中學並且是卡琳班上的學生。被伊凡暗戀，後來兩人也發展成戀人關係。
在第一季第十一集中因為受到蔲伊的嘲笑而喪失自信心，被鷹蛾盯上後變成了名為「恐懼怪（Horrificator）」的黑化者，能用身上的黏液將別人困住，隨著他人對自身的恐懼感越強、力量也會隨之提升。
伊凡・布魯爾（法語：Ivan Bruel）／米諾陶克斯(法語：Minotaurox)
配音：蓮岳大（日本）
男性。
身形高大且總是板著一張臉，雖然看起來非常凶惡，但私底下其實是一個心思細膩的人。
就讀弗朗索瓦杜邦中學並且是卡琳班上的學生。暗戀米蘭，後來兩人也發展成戀人關係。
在第一季第十五集時因為受到金的嘲諷而被鷹蛾盯上，變成了名為「石之心（Stoneheart）」的黑化者。原先一度解除黑化，但後來向米蘭唱出自己作的曲子的時候，米蘭因受到驚嚇而逃跑，伊凡感受到的失落使他再次黑化，並造成更大程度的破壞。
馬克斯・坎特（法語：Max Kanté）／天馬（法語：Pégase）
配音：高坂宙（日本）／張立昂（台灣）
男性。
帶著一副黑框眼鏡的黑髮少年。非常擅長電玩，並且常年佔據校內第一的位置。
就讀弗朗索瓦杜邦中學並且是卡琳班上的學生。金的好兄弟，曾經幫助他對蔲伊表白的計畫。
在第一季第二十二集中因艾俊和瑪麗娜同時超越了他校內第一的寶座、並且代表學校出賽電競比賽的資格被轉讓給了瑪麗娜，為此感到不甘心，後來被鷹蛾盯上，被變成名為「玩家（Gamer）」的黑化者，能夠將被雷射光射到的人事物變成經驗值、進一步提升自己操控的機器人的能力。
劍城 鏡（法語：Kagami Tsurugi）／龍子（法語：Ryūko）
配音：森奈奈子（日本）
一位熱衷於擊劍的日本女孩。血型是O型。龍超能力的擁有者。作為一名技術精湛的擊劍運動員，她幾乎與艾俊不相上下。她的母親是擊劍世界冠軍。
她性格冷酷、強勢，讓蔲伊感到棘手。艾俊送給我的玫瑰是壓花，我很珍惜它們。
他喜歡艾俊，但在第80集分手，因為艾俊不能說出秘密（艾俊是黑貓諾兒）。
瑪麗娜是她的第一個朋友和對手。
盧卡・庫菲（法語：Luka Couffaine）／毒蛇（法語：Viperion）
配音：梅原裕一郎（日本）／張立昂（台灣）
男性。茱莉卡的雙胞胎哥哥。Jagged Stone的兒子。
初登場於第二季第九集。有著一頭青藍色的短髮，個性溫和善良。和妹妹茱莉卡感情很好，和她一樣隸屬於Kitty Section樂團，在樂團中擔任吉他手的位置。
在第三季第七集中，他因為瑪麗娜的設計被鮑伯和XY搶走而對那兩人感到相當憤怒，後來被變成名為「沈默者（Silencer）」的黑化者。在第四季第十八集，因為黑化者的能力，得知Ladybug和Chat Noir的真實身分是瑪麗娜和艾俊，後來使用變身後的特殊能力-「二次機會」解救瑪麗娜和艾俊，在最後事件結束時並未道破兩人真實身分。
王秀蘭（法語：Socqueline Wang）
索奎琳是瑪麗娜的老朋友，也是弗朗索瓦杜邦中學的前學生。她幫助經營位於巴黎奧林匹亞唐人街的家族創意藝術商店，並與母親住在赫爾辛基塔。和夏冰一樣，索奎琳也是華裔，她在體操和跆拳道方面的天賦使她連續三屆獲得年度體操大獎賽冠軍。雖然她現在是克勞德莫奈中學的學生，但她繼續幫助瑪麗娜處理蔲伊的騷擾，而且非常喜歡瓢蟲少女，以至於她喜歡模仿她，直到真正的瓢蟲說服她停下來保護她免受鷹蛾的侵害。
在前一年的回憶中，索奎琳被發現是瑪麗娜以前最好的朋友，儘管他們不在同一個班級，但她多次在蔲伊面前為她辯護。當索奎琳敦促瑪麗娜向她當時暗戀的金表白她的愛意時，她也警告瑪麗娜要小心，並謙虛地對待金。她的擔憂得到了證實，金在蔲伊的慫恿下開了一個糟糕的玩笑，足以永久地傷害瑪麗娜，為了使瑪麗娜免受進一步的嘲笑，索奎琳試圖拿走蔲伊用來拍攝場景的薩布麗娜的手機，並將其毀掉。這導致索奎琳在本學年剩餘時間內停學，
正如我們稍後將看到的，當瓢蟲少女和黑貓諾亞需要她家裡商店的東西時，她有時會幫助他們，然後或是金龜子和小黑貓諾亞。
索奎琳是根據MIRACULOUS CHIBI系列中瑪麗娜的舊角色設計的
菲力克斯（法語：Félix Graham de Vanily）／阿爾戈斯（法語：Argos）
配音：逢坂良太（日本）
艾俊的表兄弟，母親和艾俊的母親是雙胞胎，因此和艾俊長得一模一樣。智商很高，擅長欺騙和偷盜。通過自己的推斷能力得知了鷹鵝的真實身份。討厭艾俊，但據他的母親所說，他們兩個小時候的關係十分親密。
在第三季第二十四集首次登場，和母親在愛蜜莉失蹤一年後來到巴黎探望艾俊和蓋布里埃。從艾俊話中可以得知他父親已經去世，但艾俊被父親阻止因此沒有參與葬禮。他表面上接受艾俊因沒參加葬禮的道歉擁抱了他，但同時偷拿走了他的手機。他說著去洗澡卻偷看了艾俊朋友們發來安慰他的影片，說著他們都很荒唐惡心然後刪掉了影片。之後穿上艾俊的衣服假裝是艾俊並給朋友們發去了過分的影片想借此毀掉艾俊的形象。這也因此導致女生們被黑化並想著向艾俊報復。這集結尾還偷走了蓋布里埃的結婚戒指。
在第四季大結局中假扮艾俊因此獲得了瓢蟲少女的信任，得到狗狗項圈與狗狗精靈（Barkk）變身成為Flairmidable。解決了被黑化的小孩後，偷偷的使用能力碰了瓢蟲少女的溜溜球。最後還以此和蓋布里艾交換到了孔雀胸針，蓋佈里埃通過溜溜球得到了除了瓢蟲耳環和黑貓戒指以外的所有魔法寶石。
菲利克斯在母親的支持下，在第四季的大部分時間裡都在試圖偷走蓋佈里埃和愛蜜莉的結婚戒指，這些戒指是家族的傳家寶。他設法偷走了加百利的戒指，並在此過程中得知了他的超級惡棍身份，並利用瓢蟲少女在不知情的情況下給他狗的超能力，使他成為“ Flairmidable ”。菲利克斯勒索他的叔叔給他孔雀超能力，同時還給叔叔他的戒指以及除了瓢蟲少女和黑貓諾兒擁有的戒指之外的其他超能力。與度蘇交好後，利用孔雀超能力成為“阿爾戈斯”，菲利克斯讓他的母親掩蓋他的踪跡，他隱姓埋名，最終執行他除掉加百利的計劃。但在創造了情感怪紅月並無意中奪走了瑪麗娜後，菲利克斯意識到他和他的叔叔沒有什麼不同，並恢復了所有人，同時菲利克斯在綁架加賀美後與她建立了關係，並從她那裡得知了瓢蟲少女的身份，並決定通過一部根據格雷厄姆·德·瓦尼利家族及其歷史改編的戲劇告訴瑪麗娜叔叔的真實身份。阿爾戈斯和他的女朋友龍子一起加入了瓢蟲少女的隊伍，以彌補他的錯誤。

### 反派角色
蓋布里埃・奧戈斯特（法語：Gabriel Agreste，又譯為加百利·奧戈斯特）／加百利（法語：Papillon，又譯鷹蛾）
配音：藤井隼（日本）／黃天佑（台灣）／李俊翰（香港）
艾俊的父親，也是一位相當知名的設計師。能藉由精靈努爾（Nooroo）變身成反派「鷹蛾（Hawk Moth）」，武器為深靛藍色手杖。在家裡有間袐密房間，裡面有許多白色的蝴蝶，當變身成「鷹蛾（Hawk Moth）」後能用黑暗力量將那些白色的蝴蝶變成名為「黑化蝶（Akuma ）」的黑色蝴蝶，用以黑化被負面情緒影響的人。時常想用奸計奪走瓢蟲少女和黑貓諾爾身上的飾物，得到更多的能量。
自從妻子陷入昏迷後，對艾俊非常嚴格，也不准許其與同學相處過長時間。外表冷酷，但實際上非常為兒子著想。曾一度懷疑兒子就是黑貓諾兒，但之後卻放棄了這念頭。
變身飾物是橢圓形紫寶石胸襟（變身前），紫白色蝴蝶形胸襟（變身後）
娜塔莉・仙格（法語：Nathalie Sancœur）／摩瑜利
配音：櫻庭有紗（日本）／曾允凡（台灣）／李蔓宜（香港）
加百利的助理，也負責打理他家中的大小事項並為艾俊與加布理編排時間表。在艾俊還未去學校上課前是艾俊的私人教師。平時總是目無表情，但其實感情豐富，私底下很關心艾俊與加百利的關係。知道加布理是鷹蛾並幫助他，在第三季以精靈度蘇（Duusu）變身成反派「摩瑜利（Mayura）」，武器是孔雀尾巴形狀的扇子。在加百利變身時會在旁邊輔助他。能在扇子上拔出白色的羽毛並以黑暗力量將羽毛變成名為「亞密（Amok）」的靛藍色羽毛，用以附在被鷹蛾黑化的人的物品上，並抽取其中的挫敗感將其變化成巨型的怪物。
變身飾物是淺藍色扇型胸針（變身前），靛藍色扇型胸針（變身後）
萊拉・羅西（義大利語：Lila Rossi）
配音：北原沙彌香（日本）／林沛笭（台灣）
來自義大利的轉學生，跟瑪麗娜同班。喜歡說謊，並說謊話來引起其他人的關注。喜歡艾俊。
在第一季第二十五集首次登場，接受阿雅的專訪，並說跟瓢蟲少女是好朋友。以這理由吸引艾俊注意，卻被瓢蟲少女當場戳破謊言。進而導致黑化成為“沃皮娜（法語：Volpina）”,後在第三季第一集知道瑪麗娜知道她在說謊的事實,進而開始討厭瑪麗娜,也是在這一集又再次黑化成名為變色龍（Chameleon）一個只要親吻別人就能變成被親吻的人的外觀。在第三季第二十一集去照顧阿雅的妹妹們和尼諾的弟弟，也是在這一集顯示她有可能在未來會成為下一任蝴蝶奇幻能量持有者。

### 其他角色
傅大師（英語：Wang Fu）
配音：逢坂良太（日本）／康殿宏（台灣）
傅大師是中華寶石盒的守衛者，所有中華魔法寶石都會交由他管理，分别為主飾物和十二生肖飾物。主飾物分別有七個（瓢蟲耳環/黑貓戒指/狐尾頸鏈/龜殼手繩/蜜蜂髮簪/蝴蝶胸針/孔雀胸針），但還有兩個在很久以前已被奪走，十二生肖飾物全部在傅大師管理之中。要依靠少年們的變身能力打敗黑化者。
在第二季第十五集（英文版為第十四集）經過多次失敗後，在瑪莉娜的幫助下完成了精靈用的變身藥劑，能令精靈獲得不同的屬性，在超級英雄變身時獲得不同屬性的能力。
於第三季第二十六集將奇幻盒子和守護者的位子交接給瑪莉娜後失去有關奇幻能量的記憶 之後跟戀人瑪莉安到英國生活
在第四季第六集和瑪莉娜重聚 並在失憶後成為一位畫家
精靈沃衛茲原本是傅大師的精靈，但因他的年紀過大，難以再次變身，所以當瑪莉娜需要衛茲的力量時，便會請求傅大師借用精靈衛茲。
他和瑪莉娜會判斷心地善良的人，並找他們幫助打敗惡勢力。
愛蜜麗·奧戈斯特（法語：Émilie Agreste）
艾俊的母親、蓋布里埃的妻子。是一位著名演員。根據聖誕特別篇的說法，失踪時間不足一年。目前確認是安放在家中地下的花園的棺木裏陷入昏迷。疑似是孔雀（peacock miraculous）原持有者。
薩賓・程／程夏彬（英語：Sabine Cheng/Xia Bing Cheng）
配音：塙英子（日本）／馮嘉德（台灣）
瑪麗娜的母親、湯姆・杜潘的妻子。出身並成長於中國。在移居法國後認識了湯姆，並且透過安德魯的冰淇淋接受了他的求婚。和丈夫一起在巴黎街頭經營一間甜點店，並被譽為是全巴黎最優秀的甜點店之一。
平時個性溫和且深愛自己的家庭，偶爾也會對瑪麗娜開點小玩笑。因為瑪麗娜常常和父母談起艾俊的事而將兩人看做一對，並且也很關心艾俊。
湯姆・杜潘（英語：Tom Dupain）
配音：蓮岳大（日本）／張立昂（台灣）
瑪麗娜的父親、薩賓的丈夫。是法義混血。在和薩賓約會期間偷偷將婚戒藏在安德魯的冰淇淋裡並向薩賓求婚。和妻子一起在巴黎街頭經營一間甜點店，並被譽為是全巴黎最優秀的甜點店之一。
雖然身形高大但心思卻相當細膩，平常雖然對瑪麗娜疼愛有加，但在她犯錯時也會毫不猶豫的給予斥責；但同時若有人誣陷瑪麗娜，也會站出來為她發聲。
程師傅（英語：Cheng Wang）
瑪麗娜的叔公、薩賓的叔叔。是一名中國人，籍貫浙江省溫州市，在上海市開有一家名為“千鮮樓”的餐館，有一輛車牌號為“滬C·E6483”的車。
第一季因寇依的惡作劇黑化為異能人“功夫膳”（法語：Kung Food）。後憑“瑪麗娜湯”成為《世界廚師大賽》的冠軍，該湯更成為了巴黎大酒店的市長特色菜。
傑西·凱恩斯／麻雀（法語：Jessica Keynes）
配音：村中知（人類形態）、新祐樹（麻雀形態）（日本）
美國的超級英雄和麻雀超能力的永久擁有者。擅長吉他和滑板。
小飛／任人（英語：Wu Fei／Ren Ren）／龍少女（法語：Ladydragon）
配音：内藤有海（日本）／李昀晴（台灣）／陳芷瑩（香港）
上海超級英雄。功夫大師，吳氏弟子兼養女。精靈梅獅和超能力項鍊的擁有者。在守護獸面前，她戴上超能力項鍊（法語：Prodigious），化身為超級英雄任人（英語：Ren Ren），與瓢蟲少女們並肩作戰。
她一出生，就被遺棄在吳氏道場前，被吳氏撿到，收為弟子、養女。
吳死後，有人偷走了吳的信物手鐲。打敗金錢王黑化者後，小飛搬去和瑪麗娜的叔公住在一起，並成為他餐廳的女服務員。
作為“Ladydragon”，她可以召喚和控制任靈（法語：Renlings），並根據它們所代表的價值觀轉變成不同的動物。
馬可夫
配音：康殿宏（台灣）
馬克斯的機器人。
校長達摩克利斯（法語：M. Damoclès）
配音：拝真之介（日本）／陳彥鈞（台灣）
弗朗索瓦杜邦中學的校長。雖然他經常屈服於蔻伊和父母的權威，但內心崇拜英雄，經常裝扮成“貓頭鷹（貓頭鷹先生）”引人注目的進行英雄活動。

### 精靈
主飾物
蒂琪
配音：長繩麻理亞（日本）／林沛笭（台灣）／張彩虹（香港）
外形是瓢蟲的桃紅色精靈，名字帶有快樂之義。代表創造，宇宙誕生之初便存在，也是第一個誕生的精靈。
變身語為「蒂琪，就位！」（法語：Tikki, transforme-moi!）。
由贾利勒·库贝尔黑化的“法老王”称蒂琪五千年前的主人阻止了埃赫那吞复活娜芙蒂蒂。
普萊格
配音：高坂宙（日本）／張立昂（台灣）／林筠翔（香港）
外形為黑貓的黑色精靈，代表毀滅，喜歡吃芝士，名字可能是源於單詞Plague，即瘟疫。
變身語為「普萊格，舉起爪來！」（法語：Plagg, transforme-moi!）。
努爾
外形是蝴蝶的紫色精靈。
變身語為「努爾，暗黑翅膀展翅！」（法語：Nooroo, dark wings rise!）。
解除變身語為「努爾，暗黑翅膀關起！」
度蘇
外形是孔雀的靛藍色精靈。
變身語為「度蘇，散播我的羽毛！」（法語：Duusu, spread my feathers!）。
衛茲
配音：駒田航（日本）／陳彥鈞（台灣）
外形為烏龜的綠色精靈。
變身語為「衛茲，硬殼上身！」（法語：Wayzz, shell on!）。
楚斯
外形是狐狸的橘色精靈。
變身語為「Trixx, let's pounce!」
普倫
外形是蜜蜂的黃色精靈。
變身語為「普倫，蜜蜂嗡！」（法語：Pollen, Buzz on!）。
十二生肖飾物
剎斯
代表蛇生肖的湖水綠色精靈。
變身語為「Sass, scales slither!」
飾物是湖水綠色的手鐲，上面有一個可以推動的蛇型浮雕。變身後的能力是「二次機會（Second Chance）」，預先記錄一個時間點，之後可以無限次回到之前記錄的時間。變身者的武器是湖水綠色的豎琴。
梅勞
代表鼠生肖的灰色精靈。
變身語為「Mullo, get squeaky!」
飾物是黑色圓形吊墜的項鏈，吊墜上有五個鼠形圖案。變身後的能力是「人多細眾（Multitude）」，能以人物的大小為比例分出多個分身，大小依分身數量而定，分越多各分身的體積越小。變身者的武器是粉灰色的跳繩，平時能繫於腰部。
狄絲
代表豬生肖的粉色精靈。
變身語為「Daizzi, rejoice!」
飾物是附有五顆粉色珠飾的腳鏈。變身後的能力是「歡喜喝采（Jubilation）」，能讓對方看到對方內心最正面最開心的事物。變身者的武器是粉色的鈴鼓。
羅亞
代表虎生肖的洋紅色精靈。
變身語為「Roaar, stripes on!」
飾物是附有一顆洋紅色虎爪圖案寶石在正中心的手指鏈。變身後的能力是「猛擊（Clout）」，擁有能一擊打飛任何東西的怪力。變身者的武器是繫於腰上，末端有三個鈴鐺的繩子。
弗洛夫（法語：Fluff）
代表兔生肖的白色精靈。
變身語為「Fluff, clockwise!」
飾物是藍白色的懷錶。變身後的能力是「時空洞（Burrow）」，能製造白色的時空穿梭洞。變身者的武器是白色的傘子。
小龍
代表龍生肖的鮮紅色精靈。
變身語為「Longg, bring the storm!」
飾物是黑紅色的幼頸圈。變身後的能力是「元素變形（Elemental shapeshifting）」，可以自由選擇變成風、水或雷屬性的元素。變身者的武器是鮮紅色的劍。
寇奇
代表馬生肖的咖啡色精靈。
變身語為「Kaalki, full gallop!」
飾物是可摺疊的圓框太陽眼鏡，右邊鏡片下方有五點藍色圓點。變身後的能力是「傳送門（Voyage）」，可以製造遠距離的傳送門。變身者的武器是迴力標。
瑟普
代表猴生肖的啡黃色精靈。
變身語為「Xuppu, show time!」
飾物是可摺疊的金剛圈。變身後的能力是「騷動（Uproar）」，能夠干擾其他人的能力。變身者的武器是如意棒。
其他飾物
Liiri（法語：Liiri）
賦予傑西神秘力量的麻雀精靈。
其他已知但目前未命名的精靈：熊精靈、海狸精靈、鹿精靈、獵鷹精靈、鵝精靈、水獺精靈、貓頭鷹精靈、渡鴉精靈、鮭魚精靈、雷鳥精靈、狼精靈和啄木鳥精靈。
梅獅
配音：山岸治雄（日本）
獅子守護獸，賦予了小飛神秘的力量。
超能力項鍊（法語：Prodigious）／任靈（法語：Renlings）
任靈是被認為體現人類價值觀同時保留動物特徵的原始實體。它們被認為是精靈的“表親”，並且只要它們繼續體現它們所代表的價值觀，就允許超能力項鍊的持有者轉變為與它們相似的動物。
龍 龍
龍龍是代表正義的任靈，可以讓任人／Ladydragon變成龍少女。
熊 熊
熊熊是代表平靜的任靈，可以讓任人／Ladydragon變成熊少女。
螳 螂
螳螂是代表忍耐的任靈，可以讓任人／Ladydragon變成螳螂少女。
蛇 蛇
螳螂是代表勇氣的任靈，可以讓任人／Ladydragon變成蛇少女。
猴 猴
螳螂是代表慈悲的任靈，可以讓任人／Ladydragon變成猴少女。
鷹 鷹
螳螂是代表信任的任靈，可以讓任人／Ladydragon變成鷹少女。
馬 馬
馬馬是代表榮譽的任靈，可以讓任人／Ladydragon變成馬少女。
虎 虎
虎虎是代表紀律的任靈，可以讓任人／Ladydragon變成虎少女。

## 專有術語
奇幻能量
是一種神奇的魔法宝石，戴上後能夠使普通人變成超級英雄。分別有主飾物七個及十二生肖飾物，合共十九個。其中最重要的就是代表創造的「瓢蟲耳環」跟代表摧毁的「黑貓指環」。能夠同時使用兩個並融合Miraculous。
魔法宝石盒（法語：Miracle Box）
存放奇幻能量宝石的盒子。中华魔法宝石盒原由福師傅保管，在第三季第二十六集由於瑪莉娜接替福成為新守護者，盒子外觀也從六角形盒子變成外觀橢圓形飄蟲盒子。在美国还有一个美洲原住民的魔法宝石盒。
精灵
精灵是一種“抽象”的神奇生物，從世界開始便存在。每當在宇宙中形成新的觀念，概念或情感時，kwami都會形成，如創造，愛情，美麗和數學。
精灵雖然能被人類看見，但是無法被任何電子設備錄製下來，且能任意穿透牆壁等物體。
黑化
當人們處於低落、孤單、痛苦、憤怒等負面情緒時便有可能成為被「黑化」的目標對象。鷹蛾會利用名為「黑化蝶（Akuma）」的黑色蝴蝶送去散發負面情緒的人，並附魔在那人身上的某件物件中，引渡和給予他們魔力，指示黑化者奪取英雄們的飾物（通常是瓢蟲少女的耳環跟黑貓諾爾的指環）以得到更強大的力量。被「黑化」後，那人便會跟隨著自己一開始被「黑化」的原因而攻擊，並會立刻大肆破壞。

## 動畫集數列表
各國播放次序不盡相同，以下列表以法版為準。

## 主題曲
「Une Ladybug」
作曲：Noam Kaniel、Jeremy Zag，作詞：Noam Kaniel，主唱：Marily、Noam Kaniel
台灣版主題曲
「瓢蟲少女」
白天時 我是瑪莉娜
是個平凡的女孩, 過著平凡的生活
但有件關於我的事, 從來沒人知道
因為我有個秘密
瓢蟲少女 無與倫比
任何困難用盡全力
神奇魔力 幸運隨心
愛的力量點燃魔力
相信自己

## 衍生作品

### 漫畫
2019年10月26日《月刊少年天狼星》公開募集瓢蟲少女的漫畫作者，2020年10月10日公佈由土田陸作畫、割田コマ擔任構成協力，於2021年1月26日的3月號開始連載 。

### MIRACULOUS CHIBI
2D動畫短片，人物皆以Q版呈現，於YouTube上公開。

### 電影
動畫電影《不可思議：瓢蟲女爵和黑貓諾爾大電影》於2023年7月5日在法國上映。中国大陆地区于2023年8月18日在中国大陆上映。